# Napoleonowo
Napoleonowo (prononciation : [napɔlɛɔˈnɔvɔ]) est un village polonais de la gmina de Gniezno dans le powiat de Gniezno de la voïvodie de Grande-Pologne dans le centre-ouest de la Pologne.
Il se situe à environ 8 kilomètres au nord de Gniezno (siège de la gmina et du powiat) et à 48 kilomètres au nord-est de Poznań (capitale régionale).
Le village possédait une population de 75 habitants en 2006.

## Histoire
De 1975 à 1998, le village faisait partie du territoire de la voïvodie de Poznań.

Depuis 1999, Napoleonowo est situé dans la voïvodie de Grande-Pologne.